# Azohouè-Aliho
Azohouè-aliho est un arrondissement situé dans le département de l'Atlantique au Bénin. Il est placé sous  juridiction administrative de la commune de Tori-Bossito.

## Histoire et Toponymie

### Histoire
Azohouè-aliho devient officiellement un arrondissement le 27 mai 2013 après la délibération et adoption par l'Assemblée nationale du Bénin en sa séance du 15 février 2013 de la loi n° 2013-O5 du 15/02/2013 portant création, organisation, attributions et fonctionnement des unités administratives locales en République du Bénin,,,.

## Administration
Azohouè-aliho fait partie des six arrondissements que compte la commune de Tori-Bossito. Cet arrondissement compte trois villages : Hayakpa, Dénou, Tandahota.

## Population
Selon le recensement général de la population et de l'habitation (RGPH4) de l'institut national de la statistique et de l'analyse économique (INSAE) au Bénin en 2013,  la population de Azohouè-aliho s'élève à 3915 habitants,.

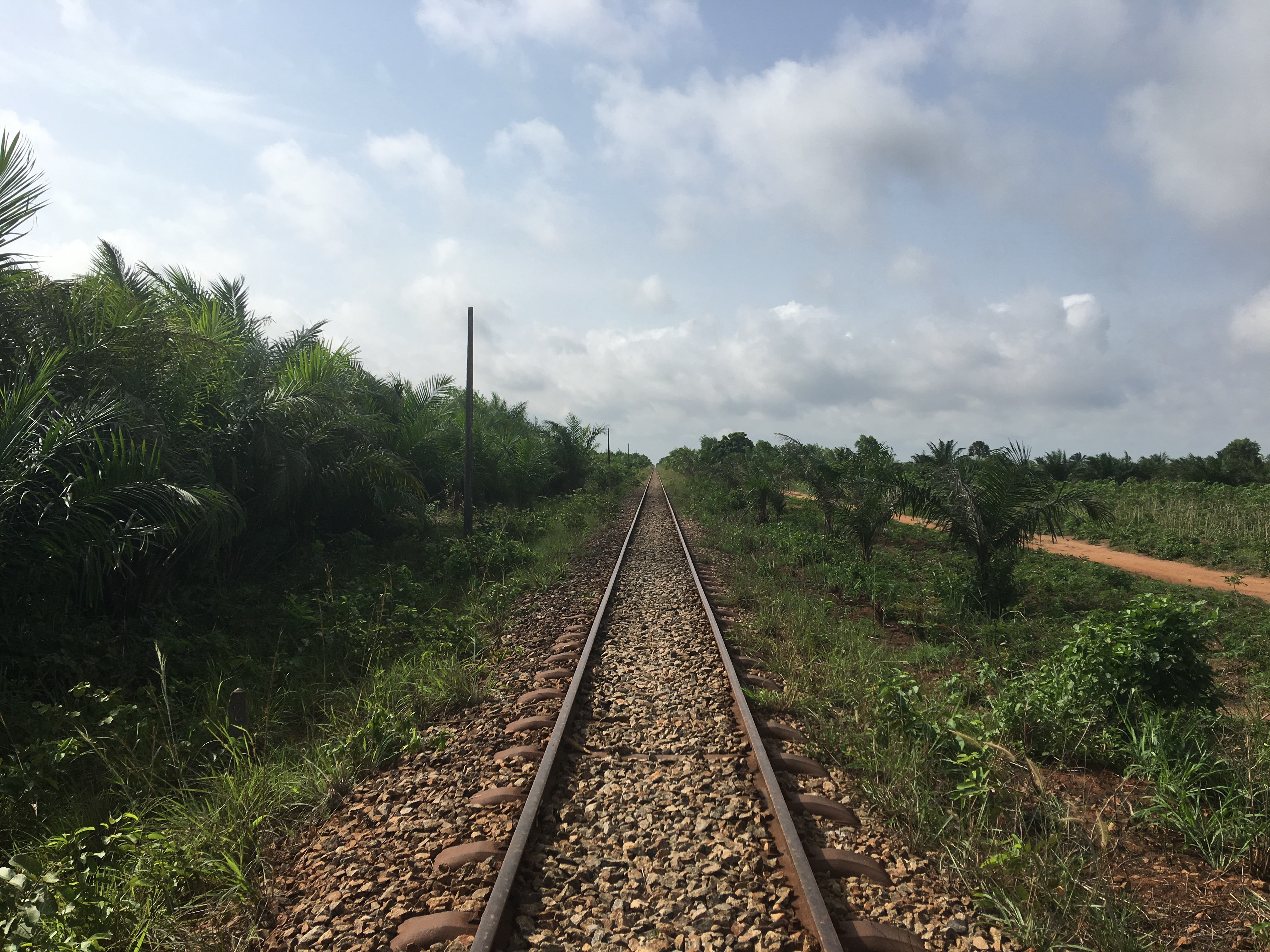
Chemin de fer à Tori-Bossito

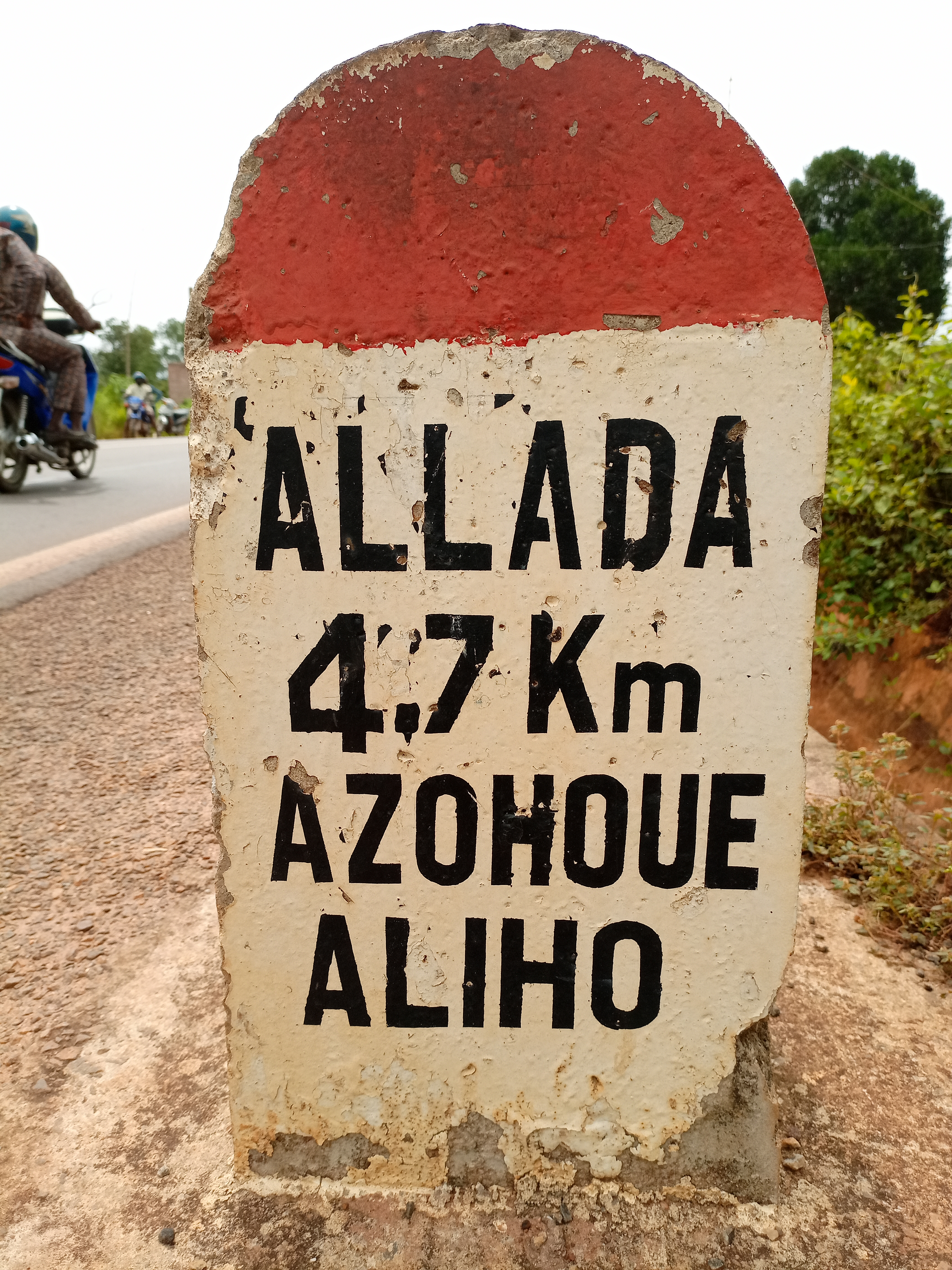
Bonne de kilometrage

| Indicateur           | 2013 |
| -------------------- | ---- |
| Nombre de ménages    | 793  |
| Population féminine  | 1983 |
| Population masculine | 1932 |
| Population totale    | 3915 |